# Aéroport international de Mexico

Plan de l'aéroport.

Pour les articles homonymes, voir Benito Juárez (homonymie).
L'aéroport international Benito-Juárez de Mexico (code IATA : MEX • code OACI : MMMX • code DGAC M. : ME1) (en espagnol : Aeropuerto Internacíonal Licenciado Benito Juárez de la Ciudad de México) se situe au nord-est de la ville de Mexico au Mexique.

## Caractéristiques
Il est le plus important aéroport du pays et d'Amérique latine, suivi de l'aéroport international de São Paulo/Guarulhos. En 2018, plus de 47 millions de passagers y ont transité. Il accueille des vols intérieurs et internationaux d'Amérique du Nord, d'Amérique centrale et des Caraïbes, d'Amérique du Sud, d'Europe et d'Asie.
L'aéroport international de Mexico constitue la principale plate-forme de correspondance d'Aeroméxico et d'Aeroméxico Connect. Il fait partie du Grupo Aeroportuario del Valle de México.

## Situation et accès
L'aéroport est accessible via la station Terminal Aérea de la ligne 5 du métro de Mexico. De nombreuses lignes d'autobus desservent l'aéroport depuis Córdoba, Cuernavaca, Pachuca, Puebla, Querétaro et Toluca.
| \| 500 km1:6 468 000 \| Acapulco Aguascalientes Huatulco Campeche Cancún Chetumal Chihuahua Ciudad · del Carmen Ciudad Juárez Ciudad · Obregón Ciudad · Victoria Colima Cozumel Culiacán Guanajuato Durango Guadalajara Hermosillo Ixtapa · Zihuatanejo La Paz San José · del Cabo Los Mochis Matamoros Mazatlán Mérida Mexicali Mexico B.J. Mexico F.A. Minatitlán Monterrey Morelia Nuevo · Laredo Oaxaca Playa · de Oro Puebla Puerto · Escondido Puerto · Vallarta Querétaro Reynosa San Luis · Potosí Tampico Tapachula Tepic Tijuana Tulum Toluca Torreón Tuxtla Gutiérrez Uruapan Veracruz Villahermosa Zacatecas |
| 500 km1:6 468 000 |

## Statistiques
Le graphique qui aurait dû être présenté ici ne peut pas être affiché car il utilise l'ancienne extension Graph, désactivée pour des questions de sécurité. Des indications pour créer un nouveau graphique avec la nouvelle extension Chart sont disponibles ici.

Voir la requête brute et les sources sur Wikidata.

## Compagnies et destinations
| Compagnies              | Destinations |
| ----------------------- | --- |
| Aeromar                 | - Acapulco-J. N. Álvarez, - Cancún, - Ciudad Victoria, - Colima, - Guadalajara-M. Hidalgo y Costilla, - Ixtapa/Zihuatanejo, - Ixtepec, - Laredo (en), - Lazaro Cardenas, - Miller (en), - Piedras Negras, - Puerto Escondido, - Puerto Vallarta, - Tepic, - Veracruz-H. Jara |
| Aeroméxico              | - Amsterdam, - Barcelone-El Prat, - Bogota-El Dorado, - Buenos Aires-Ezeiza, - Cancún, - Chicago-O'Hare, - Chihuahua-R. Fierro V, - Ciudad Juárez-A. González, - Culiacán, - Denver, - Guadalajara-M. Hidalgo y Costilla, - Guatemala-La Aurora, - Hermosillo, - Las Vegas-Harry-Reid, - Lima-J. Chávez, - Londres-Heathrow, - Los Angeles, - Madrid-Barajas, - Medellín-J. M. Córdova, - Mérida C. Rejón, - Mexicali-Taboada, - Miami, - Monterrey (Colombie), - Montréal (P.-E.-Trudeau), - New York-John F. Kennedy, - Orlando, - Paris-Charles de Gaulle, - Puerto Vallarta, - Quito-M. Sucre, - San Francisco, - Los Cabos, - San José-J. Santamaría, - Santiago du Chili-A.-M.-Benítez, - São Paulo/Guarulhos, - Seattle-Tacoma, - Séoul-Incheon, - Tijuana-A. L. Rodríguez, - Tokyo-Narita, - Toronto (Pearson), - Vancouver, - Villahermosa-C. Rovirosa En saison : - Aguascalientes, - Houston-George Bush, - Huatulco, - León-Guanajuato (Bajio), - Oaxaca-Xoxocotlán, - Reynosa-L. Blanco, - Tapachula, - Veracruz-H. Jara |
| Aeroméxico Connect      | - Acapulco-J. N. Álvarez, - Aguascalientes, - Austin-Bergstrom, - Campeche A. Ongay, - Cancún, - Chetumal, - Chihuahua-R. Fierro V, - Ciudad del Carmen, - Ciudad Juárez-A. González, - Ciudad Obregón, - Culiacán, - Dallas-Fort Worth, - Durango, - Guatemala-La Aurora, - Hermosillo, - Houston-George Bush, - Huatulco, - Ixtapa/Zihuatanejo, - La Paz-El Alto, - León-Guanajuato (Bajio), - Los Mochis, - Managua, - Manzanillo, - Matamoros, - Mazatlán, - Mérida C. Rejón, - Minatitlán, - Morelia, - Nuevo Laredo-Quetzalcóatl, - Oaxaca-Xoxocotlán, - Puerto Escondido, - Puerto Vallarta, - Querétaro, - Reynosa-L. Blanco, - San Antonio, - Los Cabos, - San Luis Potosí, - San Pedro Sula-R. V. Morales, - San Salvador-M. O. A. Romero y Galdámez, - Saint-Domingue Las Américas, - Tampico-F. J. Mina, - Tapachula, - Torreón, - Tuxtla Gutiérrez, - Veracruz-H. Jara, - Villahermosa-C. Rovirosa, - Zacatecas-L. C. Ruiz                                                                                               |
| Air Canada              | Toronto (Pearson), Vancouver En saison : Montréal (P.-E.-Trudeau) |
| Air France              | Paris-Charles de Gaulle |
| All Nippon Airways      | Tokyo-Narita |
| American Airlines       | Charlotte-Douglas, Dallas-Fort Worth, Los Angeles, Miami, Phoenix-Sky Harbor |
| Avianca                 | Bogota-El Dorado |
| Avianca El Salvador     | San Salvador-M. O. A. Romero y Galdámez |
| British Airways         | Londres-Heathrow |
| China Southern Airlines | Canton-Baiyun[1] |
| Copa Airlines           | Panama-Tocumen |
| Delta Air Lines         | Atlanta H.-Jackson, Détroit, Los Angeles, Minneapolis-Saint-Paul, New York-John F. Kennedy, Salt Lake City |
| Emirates                | Dubaï |
| Iberia                  | Madrid-Barajas |
| ITA Airways             | Rome Léonard-de-Vinci/Fiumicino |
| KLM                     | Amsterdam |
| LATAM Brasil            | São Paulo/Guarulhos |
| LATAM Chile             | Santiago du Chili-A.-M.-Benítez |
| LATAM Perú              | Lima-J. Chávez |
| Lufthansa               | Francfort, Munich-F. J. Strauß |
| Magnicharters           | Cancún, Huatulco, Ixtapa/Zihuatanejo, Mérida C. Rejón, Puerto Vallarta, Los Cabos En saison : Cozumel, Manzanillo |
| Turkish Airlines        | Istanbul |
| United Airlines         | Chicago-O'Hare, Houston-George Bush, Newark-Liberty, San Francisco, Washington-Dulles |
| VivaAerobus             | - Acapulco-J. N. Álvarez, - Bogota-El Dorado, - Campeche A. Ongay, - Cancún, - Chetumal, - Chihuahua-R. Fierro V, - Ciudad del Carmen, - Ciudad Juárez-A. González, - Ciudad Obregón, - Cozumel, - Culiacán, - Dallas-Fort Worth, - Durango, - Guadalajara-M. Hidalgo y Costilla, - Hermosillo, - Houston-George Bush, - Huatulco, - Ixtapa/Zihuatanejo, - La Paz (G. M. M. de Léon), - Las Vegas-Harry-Reid, - Los Angeles, - Los Mochis, - Mazatlán, - Mérida C. Rejón, - Monterrey-M. Escobedo, - New York-John F. Kennedy, - Oaxaca-Xoxocotlán, - Puerto Escondido, - Puerto Vallarta, - Reynosa-L. Blanco, - San Antonio, - Los Cabos, - Tampico-F. J. Mina, - Tijuana-A. L. Rodríguez, - Torreón, - Tuxtla Gutiérrez, - Veracruz-H. Jara, - Villahermosa-C. Rovirosa, - Zacatecas-L. C. Ruiz En saison : Austin-Bergstrom Charter : La Havane-José Martí, Varadero-J.-G.-Gómez |
| Viva Air Columbia       | Bogota-El Dorado, Medellín-J. M. Córdova |
| Volaris                 | - Acapulco-J. N. Álvarez, - Aguascalientes, - Campeche A. Ongay, - Cancún, - Chetumal, - Chicago-O'Hare, - Chihuahua-R. Fierro V, - Ciudad del Carmen, - Ciudad Juárez-A. González, - Ciudad Obregón, - Colima, - Cozumel, - Culiacán, - Dallas-Fort Worth, - Denver, - Durango, - Fresno Yosemite, - Guadalajara-M. Hidalgo y Costilla, - Hermosillo, - Houston-George Bush, - Huatulco, - Ixtapa/Zihuatanejo, - La Paz-El Alto, - Las Vegas-Harry-Reid, - Los Angeles, - Los Mochis, - Mazatlán, - Mérida C. Rejón, - Mexicali-Taboada, - Miami, - Monterrey (Colombie), - Oakland, - Oaxaca-Xoxocotlán, - Ontario, - Orlando, - Puerto Vallarta, - Sacramento, - San Antonio, - San José (Californie), - Tapachula, - Tepic, - Tijuana-A. L. Rodríguez, - Torreón, - Tuxtla Gutiérrez, - Villahermosa-C. Rovirosa |
| Volaris Costa Rica      | Guatemala-La Aurora, San José-J. Santamaría |
| Wingo                   | Bogota-El Dorado |

Édité le 14/04/2019  Actualisé le 29/05/2021

## Galerie

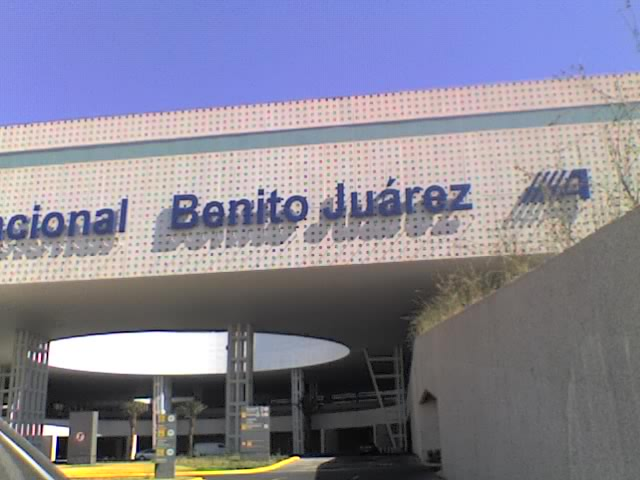
Terminal 2.
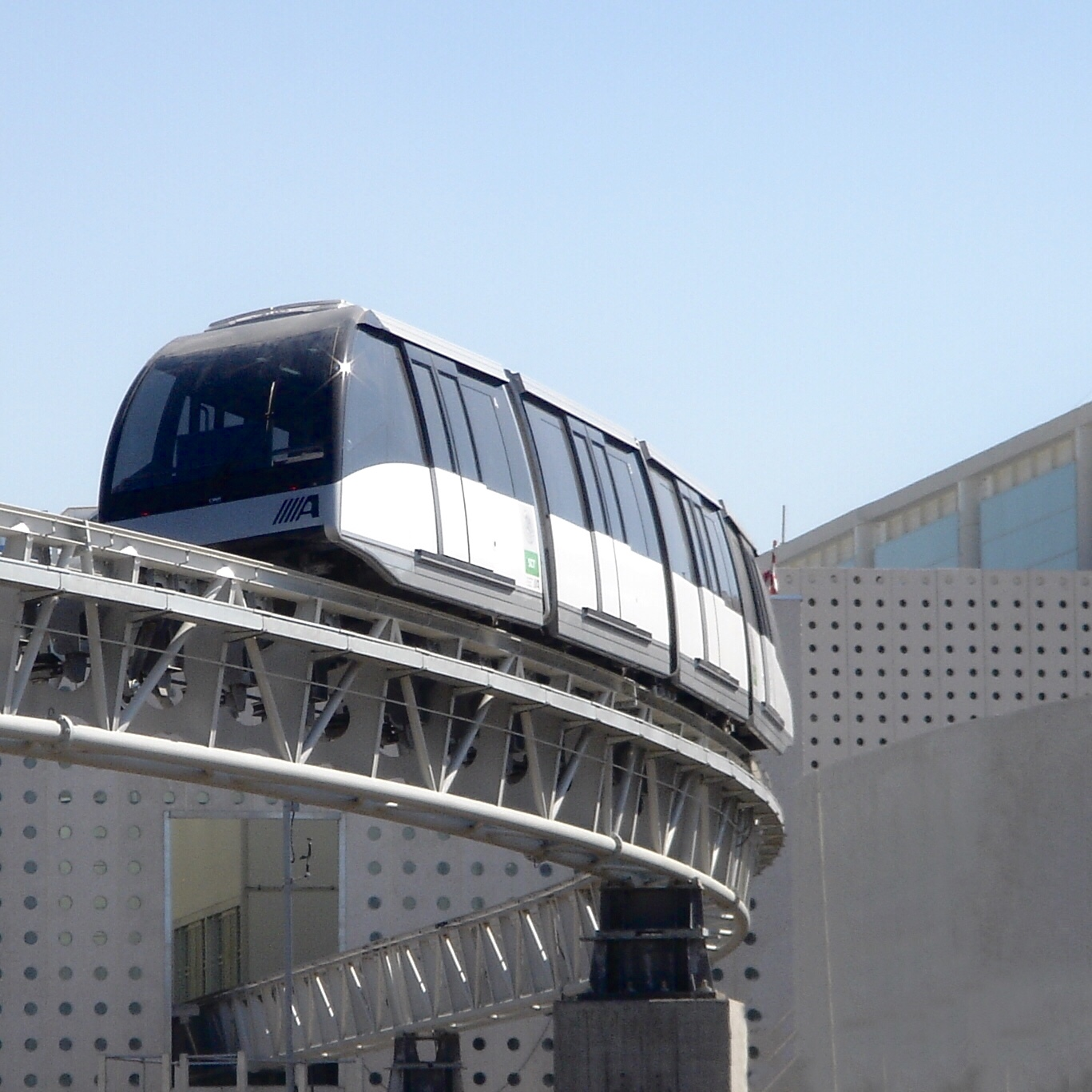
Aérotrain au Terminal 2.
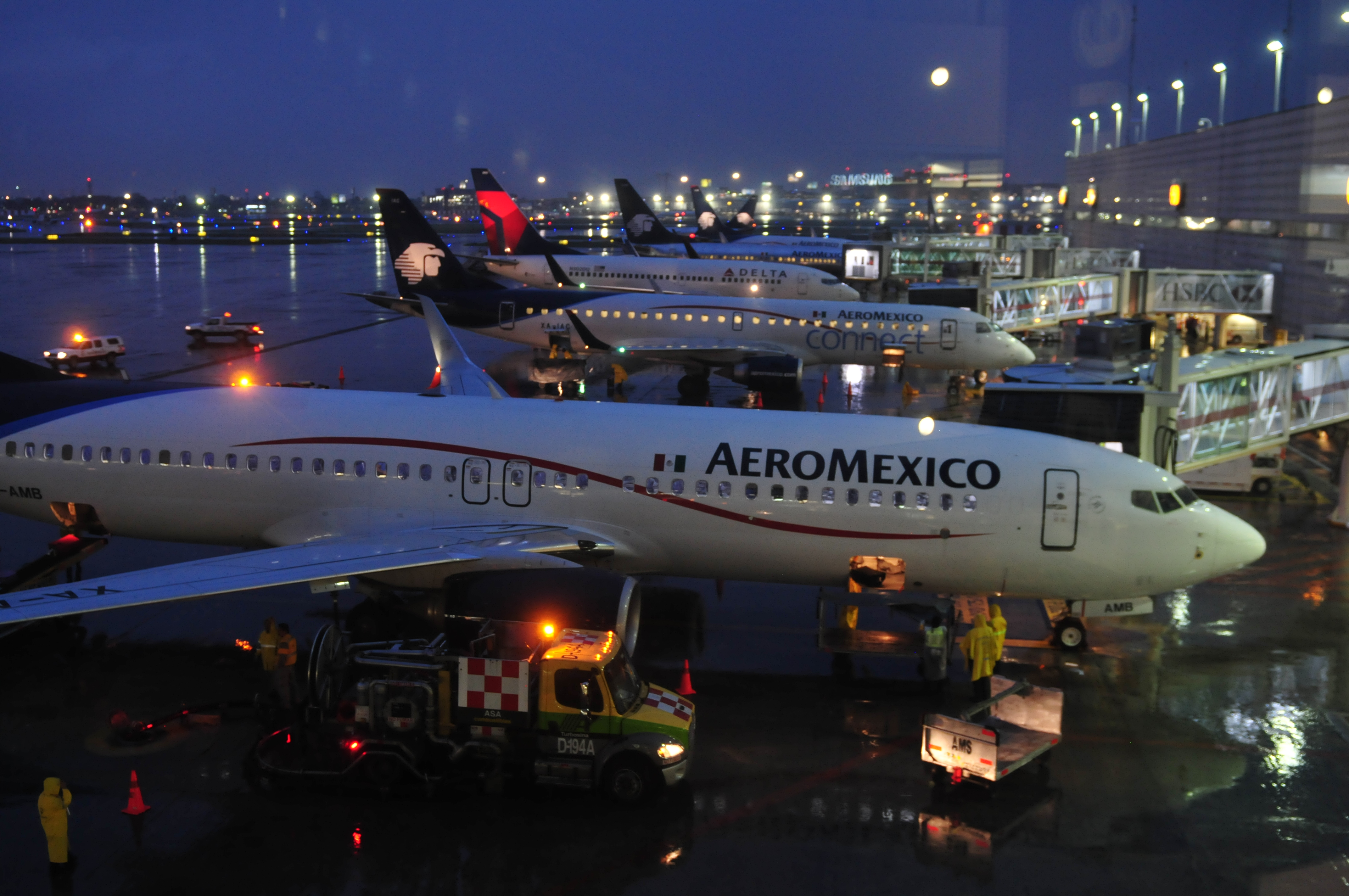
Terminal 2 - Aeroméxico et Delta. Aeroméxico est la plus grande compagnie sur Benito Juárez.
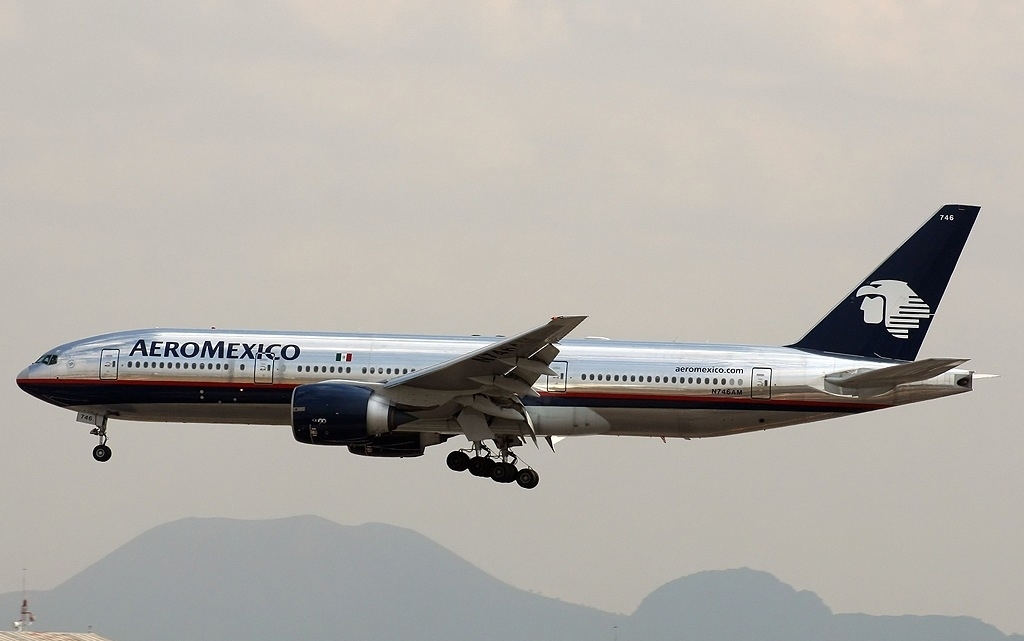
Boeing 777-200ER d'Aeroméxico en approche finale.
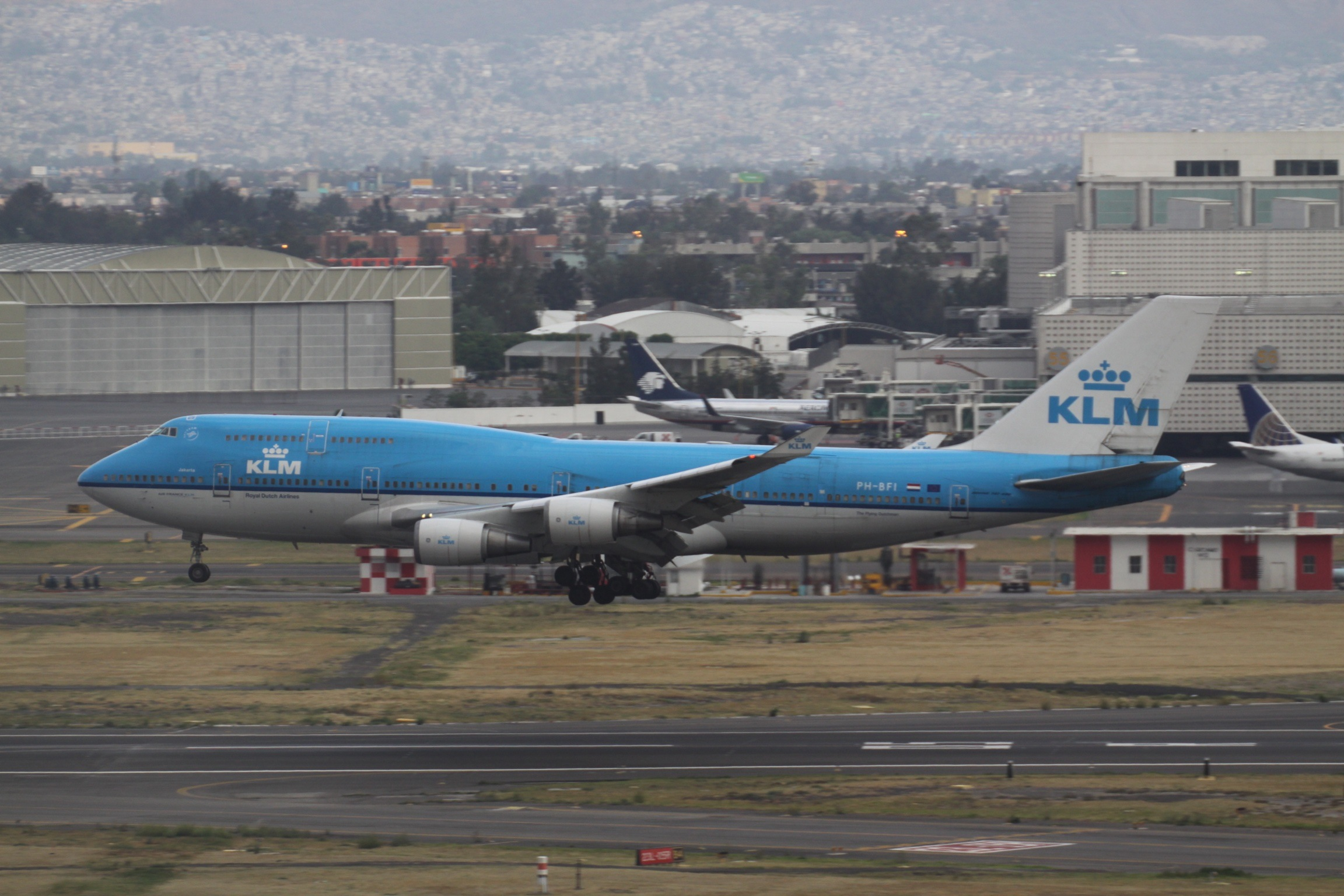
Boeing 747 de KLM.
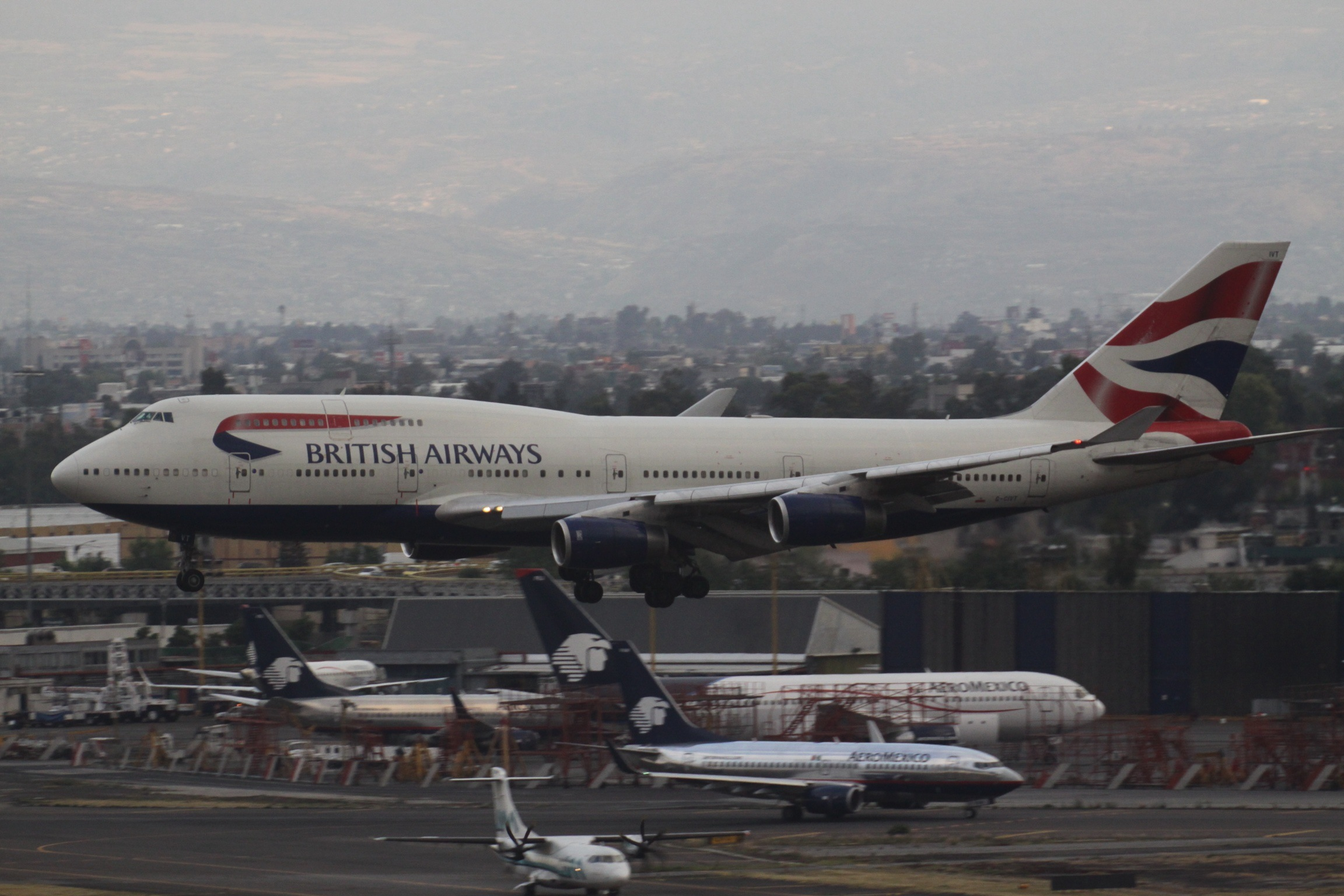
Boeing 747-400 de British Airways.
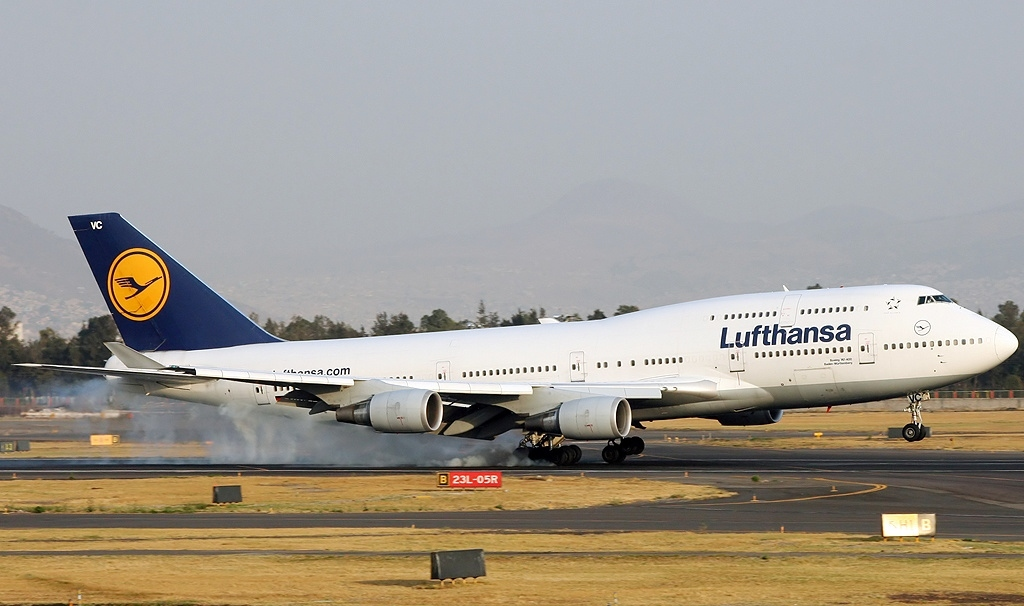
Boeing 747-400 de Lufthansa.
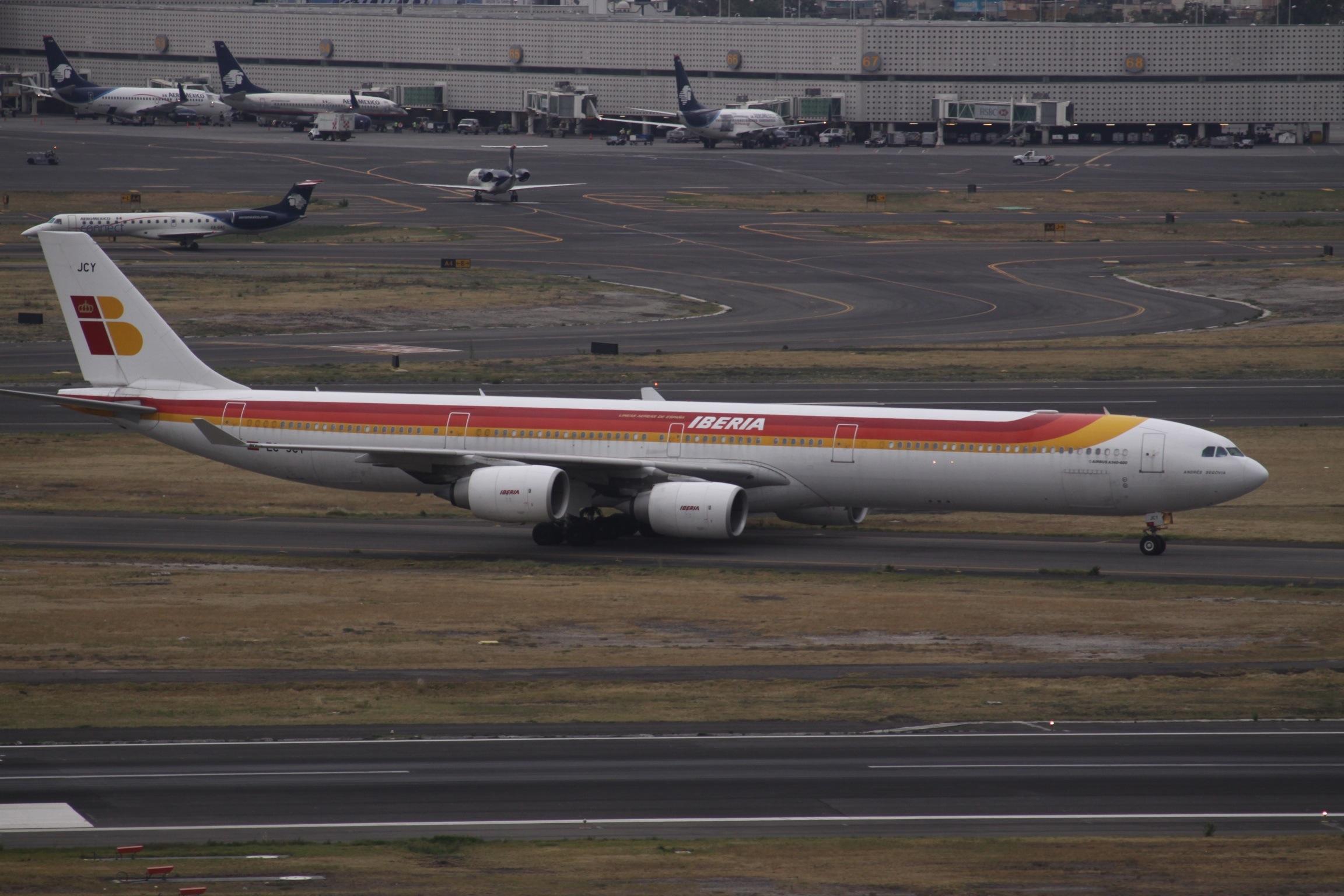
Un Airbus A340-600 d'Iberia.
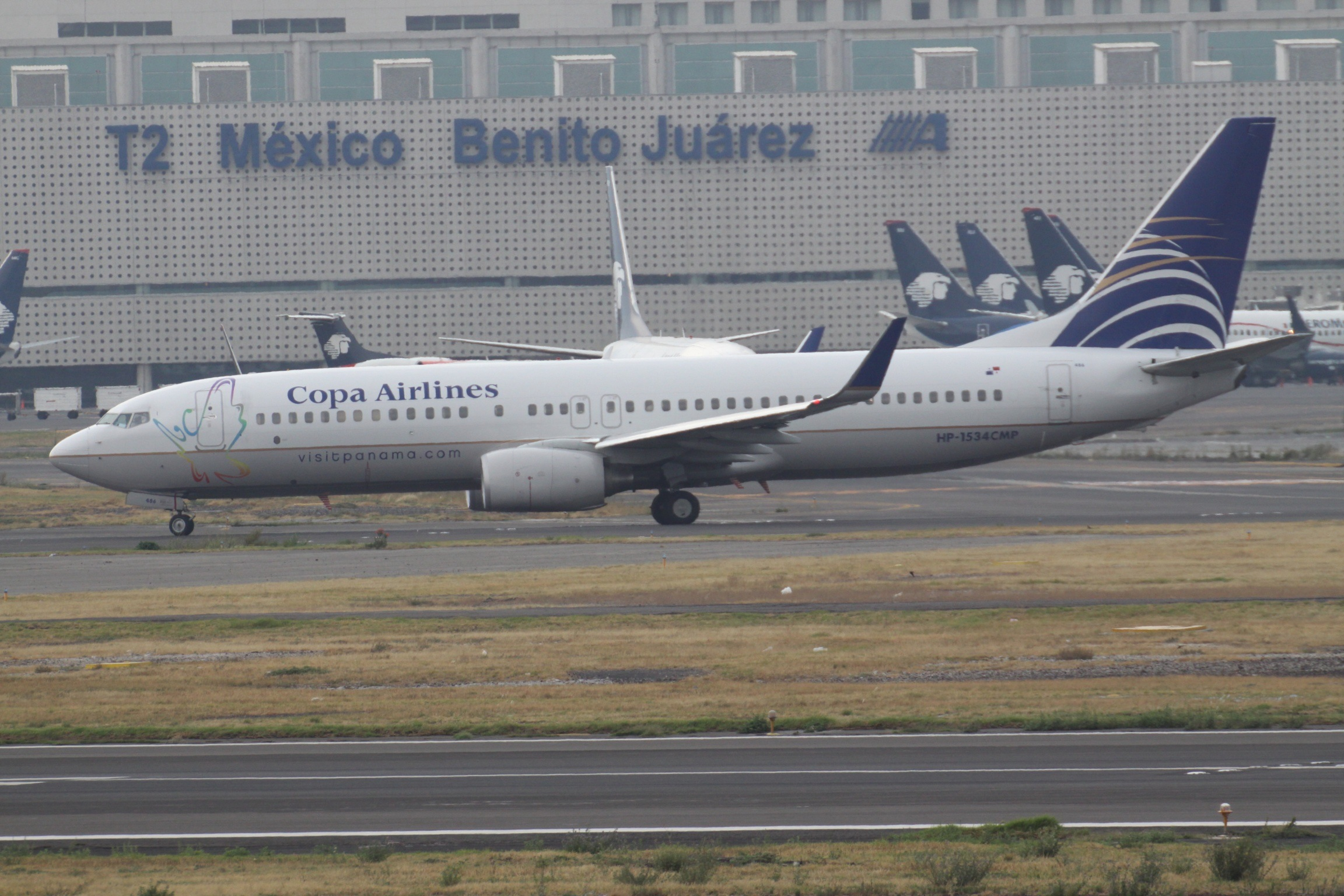
Boeing 737-800 de Copa Airlines au décollage.
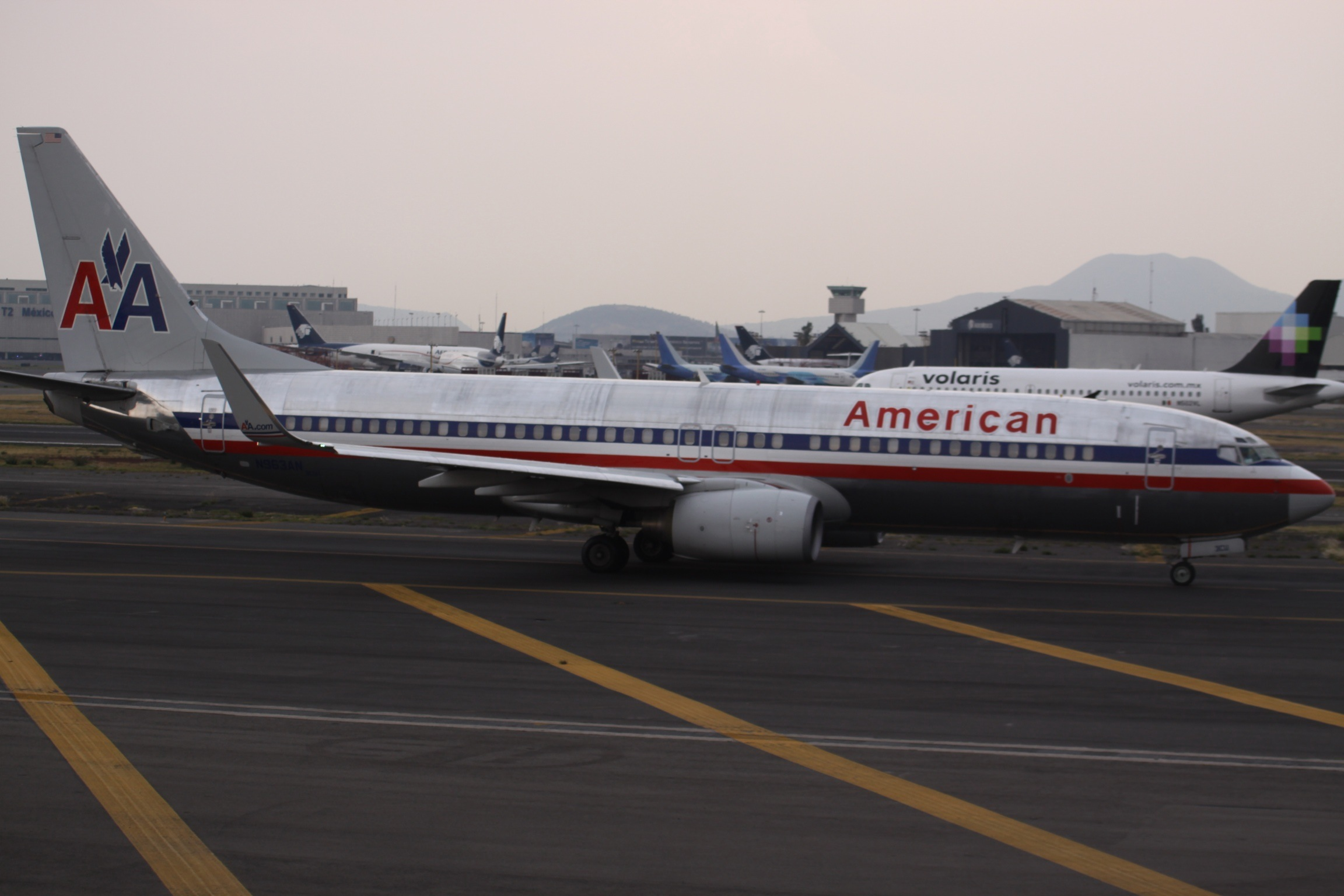
Boeing 737-800 d'American Airlines.
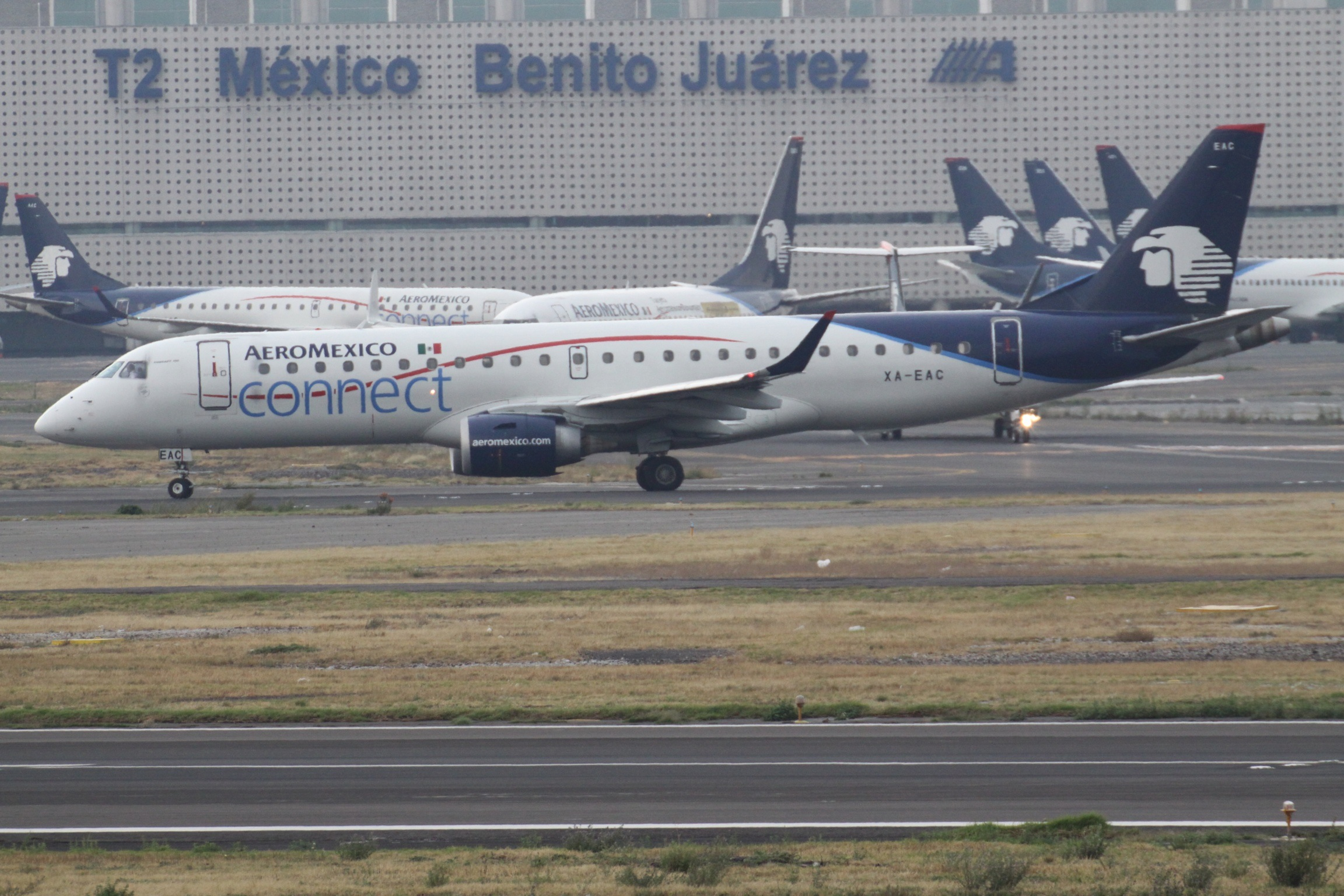
Embraer 190 d'Aeroméxico Connect.
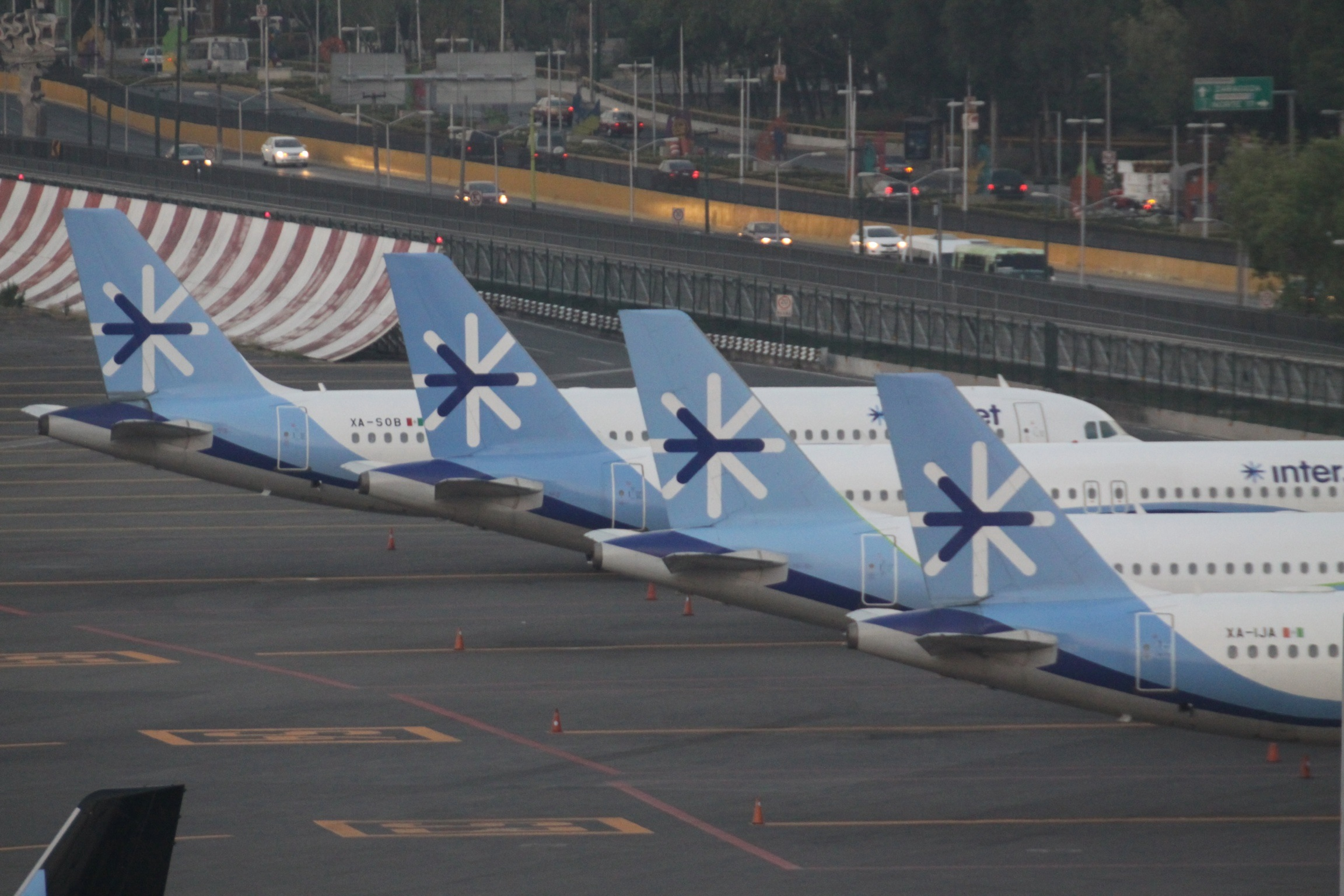
Aéronefs d'Interjet.

## Incidents et accidents
- 31 octobre 1979 : le vol 2605 Western Airlines, parti quelques heures plus tôt de Los Angeles, percute un camion sur la piste d'atterrissage à Mexico, puis s'écrase contre un immeuble et prend feu. 72 des 89 personnes à bord trouvent la mort dans la catastrophe.
- Août 2012 : les 348 policiers chargés de la sécurité ont été remplacés[7].
- 19 septembre 2017 : l'aéroport  est fermé le temps d'évaluer les dégâts causés par le séisme de 2017 dans l'état de Puebla. De ce fait, l'avion présidentiel transportant le président mexicain Enrique Peña Nieto est dérouté vers la base aérienne nº 1 de Santa Lucía (en)[8].

## Projet de nouvel aéroport à Texcoco
Le gouvernement fédéral envisage la création d'un nouvel aéroport international à Texcoco.